# Ekrem Kemál
Ekrem Kemál (Szkopje, 1924. október 20. – Budapest, 1957. november 29.) műszerész, villanyszerelő, az 1956-os forradalom alatt a Széna téri harcok során a felkelők csoportjának prominens tagja, akit a harcokban való részvételéért halálra ítéltek és kivégeztek. Ekrem Kemál György hungarista politikus édesapja.

## Fiatalkora
Ekrem Kemál 1924. október 20-án született Jugoszláviában, Szkopjében (amely ma Észak-Macedónia fővárosa). Apja Ekrem Halil török nagybirtokos, anyja Ecker Erzsébet csongrádi kisbirtokos volt. Miután apját szerb szeparatisták meggyilkolták, anyja Ekrem Kemállal visszatért Magyarországra. Először Budapesten laktak, de Ekrem a polgári iskolát már Egerben a minoriták Szent Antal fiúintézetében végezte. Ezután a Puskás Tivadar Technikumban szerzett villanyszerelő-műszerész technikusi végzettséget. Az 1950-es években az észak-magyarországi nagyfeszültségű hálózat kiépítésén dolgozott művezetőként. 1956-ban 2 év 8 hónap börtönbüntetést kapott munkahelyi szabotázsért, de a forradalom kitörése miatt a büntetése letöltését már nem kezdte meg.